# Pan Cheng-tsung
Pan Cheng-tsung (Condado de Miaoli, 12 de novembro de 1991) é um golfista profissional taiwanês que, em 2013, durante oito semanas, estava no número um do Ranking Mundial de Golfe Amador.
Conquistou duas medalhas de ouro neste esporte, um individualmente e outro em parceria, nos Jogos Asiáticos de 2014. Conquistou sua primeira vitória profissional em 12 de julho de 2015, no Canadian Tour Players Cup, do PGA Tour Canada, o segundo torneio do circuito, e o quarto torneio de profissional.
No golfe dos Jogos Olímpicos de Verão de 2016, realizados no Rio de Janeiro, Brasil, terminou sua participação na competição de jogo por tacadas individual masculino em trigésimo lugar, representando Taipé Chinês.

## Títulos no PGA Tour Canada (2)
| N.º | Data                   | Torneio                    | Pontuação máxima      | Margem de vitória | Vice-campeão(ões)               |
| --- | ---------------------- | -------------------------- | --------------------- | ----------------- | ------------------------------- |
| 1   | 12 de julho de 2015    | The Players Cup            | −15 (71-67-65-66=269) | 2 tacadas         | Robert S. Karlsson, J. J. Spaun |
| 2   | 13 de setembro de 2015 | Cape Breton Celtic Classic | −19 (67-68-68-66=269) | Playoff           | Taylor Pendrith                 |